# ریور رود (واشینگتن)
ریور رود (به انگلیسی: River Road) یک منطقهٔ مسکونی در ایالات متحده آمریکا است که در شهرستان کلالام، واشینگتن واقع شده‌است. ریور رود ۰٫۸۵ کیلومتر مربع مساحت و ۴۵۴ نفر جمعیت دارد و ۹۶ متر بالاتر از سطح دریا واقع شده‌است.